# Eiskunstlauf-Weltmeisterschaften 1975
Die 65. Eiskunstlauf-Weltmeisterschaften 1975 fanden vom 4. bis 8. März 1975 in der Broadmoor World Arena in Colorado Springs (USA) statt.

## Ergebnisse
- P = Pflicht
- PT = Pflichttanz
- K = Kür
- KP = Kurzprogramm
- B = Bewertung

### Herren
| Platz | Sportler            | Land                   | P  | KP | K  | B   |
| ----- | ------------------- | ---------------------- | -- | -- | -- | --- |
| 1     | Sergei Wolkow       | Sowjetunion            | 1  | 6  | 4  | 13  |
| 2     | Wladimir Kowaljow   | Sowjetunion            | 3  | 4  | 3  | 27  |
| 3     | John Curry          | Vereinigtes Königreich | 2  | 2  | 5  | 23  |
| 4     | Toller Cranston     | Kanada                 | 4  | 3  | 2  | 29  |
| 5     | Gordon McKellen     | Vereinigte Staaten     | 5  | 5  | 7  | 48  |
| 6     | Juri Owtschinnikow  | Sowjetunion            | 9  | 1  | 6  | 53  |
| 7     | Terry Kubicka       | Vereinigte Staaten     | 11 | 7  | 1  | 61  |
| 8     | Ronald Shaver       | Kanada                 | 6  | 9  | 9  | 76  |
| 9     | László Vajda        | Ungarn                 | 9  | 10 | 10 | 81  |
| 10    | Minoru Sano         | Japan                  | 10 | 8  | 8  | 86  |
| 11    | Zdeněk Pazdírek     | Tschechoslowakei       | 7  | 12 | 17 | 108 |
| 12    | Robin Cousins       | Vereinigtes Königreich | 15 | 11 | 11 | 114 |
| 13    | Didier Gailhaguet   | Frankreich             | 12 | 13 | 14 | 114 |
| 14    | Bernd Wunderlich    | DDR                    | 13 | 16 | 15 | 129 |
| 15    | Ronald Koppelent    | Österreich             | 16 | 14 | 12 | 132 |
| 16    | Mitsuru Matsumura   | Japan                  | 17 | 17 | 13 | 145 |
| 17    | František Pechar    | Tschechoslowakei       | 14 | 15 | 18 | 147 |
| 18    | Robert Rubens       | Kanada                 | 18 | 18 | 16 | 153 |
| 19    | Gilles Beyer        | Frankreich             | 19 | 19 | 21 | 173 |
| 20    | Paul Cechmanek      | Luxemburg              | 20 | 21 | 20 | 180 |
| 21    | William Schober     | Australien             | 22 | 20 | 19 | 187 |
| 22    | Flemming Søderquist | Dänemark               | 21 | 22 | 22 | 198 |

- Schiedsrichter: Benjamin Wright  Vereinigtes Königreich
- Assistenzschiedsrichter: Donald H. Gilchrist  Kanada

Punktrichter:
- Jewgenija Bogdanowa  Sowjetunion
- Éva György  Ungarn
- Ardelle K. Sanderson  Vereinigte Staaten
- Kinuko Ueno  Japan
- Günter Teichmann  DDR
- Ralph S. McCreath  Kanada
- Monique Georgelin  Frankreich
- Mary Groombridge  Vereinigtes Königreich

Ersatz-Punktrichter:
- Sydney R. Croll  Australien

### Damen
| Platz | Sportlerin          | Land                   | P  | KP | K  | B   |
| ----- | ------------------- | ---------------------- | -- | -- | -- | --- |
| 1     | Dianne de Leeuw     | Niederlande            | 1  | 1  | 2  | 9   |
| 2     | Dorothy Hamill      | Vereinigte Staaten     | 5  | 6  | 1  | 25  |
| 3     | Christine Errath    | DDR                    | 6  | 2  | 4  | 31  |
| 4     | Wendy Burge         | Vereinigte Staaten     | 8  | 5  | 3  | 36  |
| 5     | Kath Malmberg       | Vereinigte Staaten     | 4  | 4  | 10 | 46  |
| 6     | Isabel de Navarre   | BR Deutschland         | 3  | 7  | 8  | 53  |
| 7     | Lynn Nightingale    | Kanada                 | 13 | 3  | 5  | 56  |
| 8     | Anett Pötzsch       | DDR                    | 10 | 10 | 7  | 78  |
| 9     | Susanna Driano      | Italien                | 11 | 9  | 6  | 81  |
| 10    | Marion Weber        | DDR                    | 7  | 17 | 12 | 92  |
| 11    | Liana Drahová       | Tschechoslowakei       | 9  | 12 | 14 | 104 |
| 12    | Kim Alletson        | Kanada                 | 14 | 11 | 9  | 107 |
| 13    | Emi Watanabe        | Japan                  | 17 | 13 | 11 | 114 |
| 14    | Gerti Schanderl     | BR Deutschland         | 15 | 8  | 13 | 118 |
| 15    | Ljudmila Bakonina   | Sowjetunion            | 21 | 16 | 15 | 136 |
| 16    | Sonja Balun         | Österreich             | 12 | 20 | 19 | 148 |
| 17    | Dagmar Lurz         | BR Deutschland         | 20 | 14 | 16 | 159 |
| 18    | Hana Knapová        | Tschechoslowakei       | 24 | 19 | 17 | 166 |
| 19    | Marie-Claude Bierre | Frankreich             | 25 | 15 | 18 | 168 |
| 20    | Gail Keddie         | Vereinigtes Königreich | 16 | 22 | 23 | 192 |
| 21    | Karin Iten          | Schweiz                | 2  | 27 | 27 | 194 |
| 22    | Hyo Jin Yun         | Südkorea               | 23 | 18 | 21 | 196 |
| 23    | Evi Köpfli          | Schweiz                | 19 | 21 | 24 | 203 |
| 24    | Michelle Haider     | Schweiz                | 22 | 25 | 20 | 205 |
| 25    | Sharon Burley       | Australien             | 18 | 23 | 26 | 211 |
| 26    | Anne-Marie Verlaan  | Niederlande            | 26 | 24 | 25 | 232 |
| 27    | Sophie Verlaan      | Niederlande            | 27 | 26 | 22 | 240 |

- Schiedsrichter: Josef Dědič  BR Deutschland
- Assistenzschiedsrichterin: Sonia Bianchetti  Italien

Punktrichter:
- Walburga Grimm  DDR
- János Zsigmondy  BR Deutschland
- William Lewis  Kanada
- Thérèse Maisel  Frankreich
- Ludwig Gassner  Österreich
- Ramona McIntyre  Vereinigte Staaten
- Jacqueline Itschner  Schweiz
- Elsbeth Bon  Niederlande
- Kazuo Ohashi  Japan

Ersatz-Punktrichterin:
- Pamela Davis  Vereinigtes Königreich

### Paare
| Platz | Sportler                               | Land               | KP | K  | B   |
| ----- | -------------------------------------- | ------------------ | -- | -- | --- |
| 1     | Irina Rodnina / Alexander Saizew       | Sowjetunion        | 1  | 1  | 9   |
| 2     | Romy Kermer / Rolf Oesterreich         | DDR                | 2  | 2  | 19  |
| 3     | Manuela Groß / Uwe Kagelmann           | DDR                | 4  | 3  | 27  |
| 4     | Irina Worobjowa / Alexander Wlassow    | Sowjetunion        | 3  | 4  | 37  |
| 5     | Marina Leonidowa / Wladimir Bogoljubow | Sowjetunion        | 6  | 5  | 51  |
| 6     | Melissa Militano / Johnny Johns        | Vereinigte Staaten | 5  | 7  | 57  |
| 7     | Kerstin Stolfig / Veit Kempe           | DDR                | 7  | 6  | 55  |
| 8     | Karin Künzle / Christian Künzle        | Schweiz            | 9  | 8  | 71  |
| 9     | Corinna Halke / Eberhard Rausch        | BR Deutschland     | 8  | 9  | 84  |
| 10    | Tai Babilonia / Randy Gardner          | Vereinigte Staaten | 10 | 10 | 90  |
| 11    | Candace Jones / Don Fraser             | Kanada             | 11 | 11 | 98  |
| 12    | Ursula Nemec / Michael Nemec           | Österreich         | 13 | 12 | 109 |
| 13    | Grażyna Kostrzewińska / Adam Brodecki  | Polen              | 12 | 13 | 113 |
| 14    | Kathy Hutchinson / Jamie McGrigor      | Kanada             | 14 | 14 | 125 |

- Schiedsrichter: Elemér Terták  Ungarn
- Assistenzschiedsrichter: Oskar Madl  Österreich

Punktrichter:
- Jane Sullivan  Vereinigte Staaten
- Elsbeth Bon  Niederlande
- János Zsigmondy  BR Deutschland
- Irina Absaljamowa  Sowjetunion
- Walburga Grimm  DDR
- Audrey Williams  Kanada
- Maria Zuchowicz  Polen
- Jürg Wilhelm  Schweiz
- Ludwig Gassner  Österreich

Ersatz-Punktrichter:
- Sydney R. Croll  Australien

### Eistanz
| Platz | Sportler                                 | Land                   | PT | K  | B   |
| ----- | ---------------------------------------- | ---------------------- | -- | -- | --- |
| 1     | Irina Moissejewa / Andrei Minenkow       | Sowjetunion            | 2  | 1  | 13  |
| 2     | Colleen O’Connor / James Millns          | Vereinigte Staaten     | 1  | 2  | 19  |
| 3     | Hilary Green / Glyn Watts                | Vereinigtes Königreich | 4  | 3  | 30  |
| 4     | Natalja Linitschuk / Gennadi Karponossow | Sowjetunion            | 3  | 4  | 36  |
| 5     | Matilde Ciccia / Lamberto Ceserani       | Italien                | 5  | 5  | 44  |
| 6     | Krisztina Regőczy / András Sallay        | Ungarn                 | 6  | 6  | 48  |
| 7     | Teresa Weyna / Piotr Bojańczyk           | Polen                  | 8  | 8  | 71  |
| 8     | Janet Thompson / Warren Maxwell          | Vereinigtes Königreich | 7  | 9  | 71  |
| 9     | Barbara Berezowski / David Porter        | Kanada                 | 9  | 7  | 78  |
| 10    | Eva Peštová / Jiří Pokorný               | Tschechoslowakei       | 10 | 10 | 94  |
| 11    | Kay Barsdell / Kenneth Foster            | Vereinigtes Königreich | 11 | 11 | 101 |
| 12    | Judi Genovesi / Kent Weigle              | Vereinigte Staaten     | 12 | 12 | 104 |
| 13    | Susan Carscallen / Eric Gillies          | Kanada                 | 13 | 13 | 110 |
| 14    | Halina Gordon / Wojciech Bankowski       | Polen                  | 14 | 14 | 126 |

- Schiedsrichter: Lawrence Demmy  Vereinigtes Königreich
- Assistenzschiedsrichterin: Edith M. Shoemaker  Vereinigte Staaten

Punktrichter:
- Courtney Jones  Vereinigtes Königreich
- Igor Kabanow  Sowjetunion
- Cia Bordogna  Italien
- Vera Spurná  Tschechoslowakei
- Maria Zuchowicz  Polen
- Pierrette Devine  Kanada
- Jürg Wilhelm  Schweiz
- Mabel Graham  Vereinigte Staaten
- Klára Kozári  Ungarn

## Medaillenspiegel
| Platz | Land                   | Gold | Silber | Bronze | Gesamt |
| ----- | ---------------------- | ---- | ------ | ------ | ------ |
| 1     | Sowjetunion            | 3    | 1      | –      | 4      |
| 2     | Niederlande            | 1    | –      | –      | 1      |
| 3     | Vereinigte Staaten     | –    | 2      | –      | 2      |
| 4     | DDR                    | –    | 1      | 2      | 3      |
| 5     | Vereinigtes Königreich | –    | –      | 2      | 2      |